# Brandon Quinn
Pour les articles homonymes, voir Quinn.
Brandon Quinn est un acteur américain, né le 7 octobre 1977 à Aurora dans le Colorado.

## Biographie

### Carrière
Alors qu'il vivait à Denver, Brandon Quinn auditionne pour la série canadienne Le Loup-garou du campus (Big Wolf on Campus) : il obtient le rôle principal de cette série qui le fera découvrir. En 2003, il apparait dans Ce que j'aime chez toi (What I Like About You), puis dans Twins deux ans plus tard. Il joue ensuite dans une publicité américaine avec Nicollette Sheridan et Marcia Cross, avant de jouer le rôle de l'agent Murphy dans Charmed. Il apparait également dans la série Newport Beach, où il joue un professeur de tennis, fils d'un milliardaire, pour qui craquent Kaitlin et sa mère. Dernièrement, il a joué dans deux épisodes de Vanished et apparaît dans les séries Vampire Diaries ainsi que Creep
show.

### Vie privée
Brandon Quinn aménage à Montréal au Québec, où il a rencontré sa femme Rachel Catudal avec qui il vit depuis 1998. Le couple réside à Los Angeles avec leurs trois enfants, Chloe, Summer et Ezra.

## Filmographie

### Films
- 2002 : The Bail de Carl Goldstein : Richie Taylor
- 2004 : Malachance de Gerardo Naranjo : Ringo
- 2008 : The Morgue : Jacob
- 2010 : Kill Speed de Kim Bass : Rainman
- 2011 : L!fe Happens  de Kat Coiro : un joggeur chaud
- 2012 : Trauma Team de Ben Hansford : Ike Pratt
- 2020 : Greenland - Le dernier refuge de Ric Roman Waugh : passager de l'avion

### Courts métrages
- 1998 : Express: Aisle to Glory de Jonathan Buss : Charlie Murphy
- 2007 : Silent Night de Brinton Bryan : Mick
- 2013 : The Caper Kind/Swiss Mistake de Ryan Darst et Whit Hertford : Cool Water
- 2015 : Bad Things de DT Robinson : Doubles

### Téléfilms
- 2008 : Street Warrior de David Jackson : Joey Campbell
- 2014 : Mon George à moi (Looking for Mr. Right) de Kevin Connor : Henry
- 2018 : Pensées interdites (Do Not Be Deceived) de Jake Helgren : Gareth Wilkinson
- 2019 : Love Takes Flight de Steven R. Monroe : Todd Rogers
- 2020 : A Welcome Home Christmas de Brian Herzlinger : Michael Fischer

### Séries télévisées
- 1999-2002 : Le Loup-garou du campus (Big Wolf on Campus) : Tommy Dawkins
- 2002 : Aux portes du cauchemar (The Nightmare Room) : Ramos
- 2003 : Ce que j'aime chez toi (What I Like About You) : Glenn
- 2004 : Drake et Josh : Mark
- 2005 : Charmed : Russ Murphy
- 2005 : Twins : Keith
- 2005 : Reba : un livreur
- 2006 : FBI : Portés disparus : un serveur
- 2006 : Vanished : Concierge Valera / Mark Valera
- 2006 - 2007: Newport Beach : Spencer Bullit
- 2007 : The Wedding Bells : Jack Cohen
- 2007-2009 : Entourage : Tom
- 2008 : Le Retour de K 2000 (Knight Rider) : Max Hunter
- 2010 : Vampire Diaries : Lee (saison 1, épisode 11)
- 2011 : Against the Wall : Richie Kowalski
- 2013 : Bones : Peter Kidman (saison 9, épisode 9)
- 2014 : Les Experts : Zack (épisode 7 : "traitement de choc")
- 2015 : Grimm : Grand Master / Charlie Riken
- 2016-2018 : The Fosters : Gabriel (19 épisodes)
- 2016 : NCIS : Enquêtes spéciales : Gregg Abell
- 2016 : Grey's anatomy : Léo (saison 13, épisode 19)
- 2017 : Rebel : Thompson McIntyre (9 épisodes)
- 2017 : Kevin (probably) Saves the World : Ignacio « Iggy » DePerro (3 épisodes)
- 2019 : Grand Hotel : Victor Calloway
- 2021 : Creepshow : Wade Cruise (Saison 3,épisode 3)
- 2020-2022 : A l’ombre des Magnolias : Ronnie Sullivan

## Voix françaises
En France, Emmanuel Garijo est la voix française régulière de Brandon Quinn.
- Emmanuel Garijo dans (les séries télévisées) :
  - Le Loup-garou du campus
  - Aux portes du cauchemar
  - Newport Beach
  - Vampire Diaries
  - Bones

- Philippe Valmont dans : 
  - À l'ombre des Magnolias (série télévisée)
  - Die Hart

- Olivier Podesta dans Ce que j'aime chez toi (série télévisée)
- Cyrille Artaux dans Charmed (série télévisée)
- Maël Davan-Soulas dans Entourage (série télévisée)
- Fabrice Fara dans Le Retour de K2000 (série télévisée)
- Thomas Roditi dans NCIS : Enquêtes spéciales (série télévisée)
- Jean-Alain Velardo dans Grey's Anatomy (série télévisée)